# Раствор Висконсинского университета
Раствор Висконсинского университета (известен также как UW solution или раствор Бельзера) — первый консервационный раствор для трансплантации органов. Разработан в конце 1980-х Фолкертом Бельзером и Джеймсом Саутхартом для консервации поджелудочной железы. Вскоре вытеснил раствор Коллинза как предпочтительный раствор для консервации печени и почек. Раствор Висконсинского университета остаётся золотым стандартом для сохранения донорских органов, несмотря на появление ряда новых разработок.

## Концепция
Систематические исследования Белзера и Саутхарда в 1980-х годах привели к разработке состава раствора UW и его клиническому внедрению в 1987 году. Метаболически инертные субстраты, такие как лактобионат и раффиноза, служат осмотическими агентами. Гидроксиэтилкрахмал используется как коллоид. Коллоиды были первоначально добавлены, чтобы предотвратить отек тканей из-за повышенного гидростатического давления во время машинной перфузии. Белзер и Саутхард использовали диафильтрированный гидроксиэтилкрахмал (ГЭК) в составе UW, поскольку они первоначально планировали создать одно решение как для холодового хранения, так и для машинной перфузии. ГЭК предотвращает интерстициальный отек и оказывает благотворное влияние при машинной перфузии, но увеличивает вязкость раствора. В UW включены аллопуринол и глутатион для предотвращения образования свободных радикалов. Аллопуринол ингибирует ксантиноксидазу, которая улучшает консервацию почек.

## Состав
- Калия лактобионат: 105 ммоль/л
- KH2PO4: 25 ммоль/л
- MgSO4: 5 ммоль/л
- Раффиноза: 30 ммоль/л
- Аденозин: 5 ммоль/л
- Глютатион: 3 ммоль/л
- Аллопуринол: 1 ммоль/л
- Гидроксиэтилкрахмал: 50 г/л
- Калия гидроксид: 100 ммоль/л
- Натрия гидроксид/Соляная кислота: до достижения pH 7,4

## Показания к клиническому применению
Используется для перфузии и холодовой консервации в ходе операции сохранения органов (почки, печень и поджелудочная железа) для трансплантации. После предварительного охлаждения раствора примерно до 2-6°С он используется для перфузии органокомплекса изымаемых органов или изолированного органа непосредственно перед выполнением операции сохранения. Раствор сохраняется в сосудистом русле органа при гипотермическом хранении и транспортировке. В изменённом виде данный раствор может использоваться для машинной консервации донорских органов.

## Противопоказания
При использовании по назначению нет известных противопоказаний. Предупреждение: не предназначен для прямой инъекции пациента или внутривенного введения.

## Меры предосторожности
Перед тем, как реперфузия у реципиента будет начата, донорский орган должен быть отмыт от раствора UW с использованием физиологического раствора, чтобы предотвратить появление у реципиента потенциально серьезных сердечно-сосудистых осложнений, таких как гиперкалиемическая остановка сердца или брадиаритмия. Из-за высокой концентрации калия в растворе необходимо принять меры предосторожности во время операции сохранения донорского органа, чтобы избежать остановки сердца посмертного донора. Раствор Висконсинского университета включает компоненты (аллопуринол и гидроксиэтилкрахмал), которые индивидуально вызывали реакции гиперчувствительности у пациентов.

## Дозировка и введение
Необходимо охладить раствор до температуры 2-6° C во льду. Перед использованием удаляют внешнюю упаковку, проверить мешки на герметичность, сжимая их. Если обнаружены утечки, нужно отказаться от использования растворов. Непосредственно перед использованием для приготовления окончательного раствора, как правило, добавляют антибиотики, инсулин короткого действия 40 единиц, дексаметазон 16 мг. Перед подключением к органу контейнер для раствора следует подвешивать на достаточной высоте, чтобы обеспечить постоянный поток раствора и обеспечить скорость потока не менее 30 мл/мин во время промывания. Промывание следует продолжать до тех пор, пока донорский орган не станет однородно окрашенным, а вытекающая жидкость будет относительно прозрачной. Примерные объёмы раствора при введении ex vivo: печень (через воротную вену и билиарное дерево): взрослые, 1 200 мл; младенцы, 50 мл / кг. Поджелудочная железа или почка: взрослые, от 300 до 500 мл; младенцы, от 150 до 250 мл. Дополнительно раствор наливают в контейнер (пекет) с органом. Лед должен использоваться, чтобы окружить контейнер для хранения органов, но его нельзя класть в контейнер, где он может вступить в непосредственный контакт с органом. Донорский орган должны быть отмыты от раствора до пуска кровотока (см. Меры предосторожности). Чтобы свести к минимуму остатки раствора в печени, непосредственно перед анастомозом, обычно промывают печень 1 л раствора Рингера или раствором 5 % глюкозы.

## Доступность и хранение
Прозрачный светло-желтый стерильный апирогенный раствор для гипотермической перфузии и хранения органов. Раствор имеет приблизительную расчётную осмолярность 320 мОсм, концентрацию натрия 29 мэкв/л и концентрацию калия 125 мг-экв/л. рН приблизительно 7,4 при комнатной температуре. Фасуется в литровые мешки по 1000 мл. Хранится при температуре от 2 до 8 ° C до использования. Необходимо избегать чрезмерного нагрева. Не замораживайте раствор и не используйте, если он был заморожен. Нельзя использовать, если раствор обесцвечен или если в растворе очевидны явные частицы, осадки или загрязнение.